# Klein Plastener See
Der Klein Plastener See, seltener auch Klein Plaster See, ist ein See in der Gemeinde Groß Plasten im Landkreis Mecklenburgische Seenplatte in Mecklenburg-Vorpommern. Das Gewässer hat eine Größe von 18,2 Hektar und liegt auf 45,9 m ü. NHN. Die maximale Ausdehnung des Sees beträgt 740 Meter in westöstlicher und 380 Meter in nordsüdlicher Richtung. Ein Graben entwässert zur nur 170 Meter entfernt westlich vorbeifließenden Ostpeene.
Am Nordufer liegt der Ort Groß Plasten mit dem Herrenhaus und seinem Landschaftspark direkt am See, die anderen Ufer sind sumpfig, auf der Südseite zusätzlich auch bewaldet. Direkt dahinter befindet sich der namensgebende Ortsteil Klein Plasten. Nicht weit entfernt verlaufen die Bundesstraßen 192 und 194 sowie die Mecklenburgische Südbahn mit der Stichstrecke nach Möllenhagen.